# Daleth
Dalet (dāleth, anche chiamata Daleth o Daled) è la quarta lettera di molti alfabeti semitici come il fenicio, l'aramaico, l'ebraico ד, il siriaco Dālaṯ (ܕ) e l'arabo Ḏāl (ﺩ‎) (in quest'ultimo caso è diventata l'ottava lettera secondo l'ordine moderno). Dal punto di vista fonetico è un'occlusiva alveolare sonora ([d]).
Graficamente la lettera è basata su un glifo degli alfabeti della media Età del Bronzo, probabilmente chiamato dalt, cioè porta (delet nell'ebraico moderno), alla fine basato su un geroglifico che rappresenta appunto una porta:
| O31 |

Da questa lettera hanno avuto origine il Δ greco, la latina D e l'equivalente dell'alfabeto cirillico Д.

## Dalet nell'alfabeto ebraico
La lettera si chiama dalet nella moderna pronuncia ebraica di Israele. Il termine dales è ancora in uso presso molti ebrei Ashkenaziti mentre daleth è preferito da alcuni ebrei del Medio Oriente. Le lettere Dalet e Resh hanno quasi lo stesso aspetto e frequentemente vengono confuse.
La lettera dalet, insieme a He (e molto raramente a Gimel) viene usata per rappresentare il nome di Dio. He, infatti, è usata come abbreviazione di HaShem (Il Nome) mentre dalet è utilizzata come modo non sacro per riferirsi a Dio.
In gematria, dalet simboleggia il numero 4.

Daleth fenicio
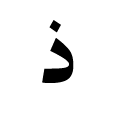
Ḏāl arabo
Daleth aramaico
Dalet ebraico
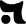
Dālaṯ siriaco

## Codifica Unicode per lettera e corrispondente simbolo utilizzabile in ambiti non letterari
Nella codifica Unicode, in corrispondenza della lettera ebraica dalet, è presente anche un carattere che identifica il simbolo, utilizzabile in matematica o in altri contesti non letterari, associato alla stessa lettera ma distinto dal carattere che identifica la lettera:
| Carattere | Tipologia              | Unicode esadecimale | Unicode decimale | HTML | TeX     |
| ד         | Dalet, lettera ebraica | &#x5D3;             | &#1491;          |      |         |
| ℸ         | Dalet, simbolo         | &#x2138;            | &#8504;          |      | \daleth |
| --------- | ---------------------- | ------------------- | ---------------- | ---- | ------- |

La differenza tra i due caratteri è che, utilizzando un word processor, il simbolo non provoca l'inversione del senso di scrittura, che rimane quello da sinistra verso destra.
Ciò accade per tutte le prime quattro lettere dell'alfabeto ebraico (vedere anche ảleph, bet, gimel).